# 17. Tony-gála
A 17. Tony-gála az 1962/1963-as szezon legjobb Broadway színházi alakításait értékelte. A díjátadót 1963. április 28-án tartották a New York-i Hotel Americanaban, a műsor házigazdái Abe Burrows és Robert Morse voltak. A gálát a WWOR-TV közvetítette élőben.

## Győztesek és jelöltek
A nyertesek félkövérrel jelölve.
| Legjobb színdarab | Legjobb musical |
| --- | --- |
| - Nem félünk a farkastól – Edward Albee - Ezer bohóc – Herb Gardner - Kurázsi mama és gyermekei – Bertolt Brecht - Csin-Csin – Sidney Michaels                                                                                                   | - Hallottátok, mi esett meg útban a Fórum felé?! - Little Me - Olivér - Stop the World – I Want to Get Off |
| Legjobb színdarabproducer | Legjobb musicalproducer |
| - Richard Barr, Clinton Wilder – Nem félünk a farkastól - The Actors Studio Theatre – Különös közjáték - Cheryl Crawford, Jerome Robbins – Kurázsi mama és gyermekei - Paul Vroom, Buff Cobb, Burry Fredrik – Olyan szép, hogy nem is lehet igaz | - Harold Prince – Hallottátok, mi esett meg útban a Fórum felé?! - Cy Feuer, Ernest Martin – Little Me - David Merrick, Donald Albery – Olivér |
| Legjobb musicalszerző | Legjobb eredeti zene |
| - Burt Shevelove, Larry Gelbart – Hallottátok, mi esett meg útban a Fórum felé?! - Lionel Bart – Olivér - Leslie Bricusse, Anthony Newley – Stop the World – I Want to Get Off - Neil Simon – Little Me                                          | - Olivér – Lionel Bart (zene és dalszöveg) - Stop the World – I Want to Get Off – Anthony Newley (zene), Leslie Bricusse (dalszöveg) - Little Me – Cy Coleman (zene), Carolyn Leigh (dalszöveg) - Bravo Giovanni – Milton Schafer (zene), Ronny Graham (dalszöveg) |
| Legjobb férfi főszereplő színdarabban | Legjobb női főszereplő színdarabban |
| - Arthur Hill – Nem félünk a farkastól (George) - Charles Boyer – Lord Pengo (Lord Pengo) - Paul Ford – Never Too Late (Harry Lambert) - Bert Lahr – The Beauty Part (További szereplők)                                                         | - Uta Hagen – Nem félünk a farkastól (Martha) - Hermione Baddeley – The Milk Train Doesn't Stop Here Anymore (Flora Goforth) - Margaret Leighton – Csin-Csin (Pamela Pew-Pickett) - Claudia McNeil – Tiger, Tiger Burning Bright (Mama Morris)                     |
| Legjobb férfi főszereplő musicalben | Legjobb női főszereplő musicalben |
| - Zero Mostel – Hallottátok, mi esett meg útban a Fórum felé?! (Pseudolus) - Sid Caesar – Little Me (További szereplők) - Anthony Newley – Stop the World – I Want to Get Off (Littlechap) - Clive Revill – Olivér (Fagin)                       | - Vivien Leigh – Tovarich (Tatiana) - Georgia Brown – Olivér (Nancy) - Nanette Fabray – Mr. President (Nell Henderson) - Sally Ann Howes – Brigadoon (Fiona MacLaren)                                                                                              |
| Legjobb férfi mellékszereplő színdarabban | Legjobb női mellékszereplő színdarabban |
| - Alan Arkin – Enter Laughing (David KolowitzÖ - Barry Gordon – Ezer bohóc (Nick Burns) - Paul Rogers – Célfotó (Reginald Kinsale, Esq.) - Frank Silvera – A kaméliás hölgy (M. Duval)                                                           | - Sandy Dennis – Ezer bohóc (Sandra Markowitz) - Melinda Dillon – Nem félünk a farkastól (Honey) - Alice Ghostley – The Beauty Part (További szereplők) - Zohra Lampert – Kurázsi mama és gyermekei (Kattrin)                                                      |
| Legjobb férfi mellékszereplő musicalben | Legjobb női mellékszereplő musicalben |
| - David Burns – Hallottátok, mi esett meg útban a Fórum felé?! (Senex) - Jack Gilford – Hallottátok, mi esett meg útban a Fórum felé?! (Hysterium) - David Jones – Olivér (Az Agyafúrt Vagány) - Swen Swenson – Little Me (George Musgrove)      | - Anna Quayle – Stop the World – I Want to Get Off (További szereplők) - Ruth Kobart – Hallottátok, mi esett meg útban a Fórum felé?! (Domina) - Virginia Martin – Little Me (Fiatal Belle Poitrine) - Louise Troy – Tovarich (Natalia Mayovskaya)                 |
| Legjobb színdarabrendező | Legjobb musicalrendező |
| - Alan Schneider – Nem félünk a farkastól - George Abbott – Never Too Late - John Gielgud – Rágalom iskolája - Peter Glenville – Csin-Csin | - George Abbott – Hallottátok, mi esett meg útban a Fórum felé?! - Peter Coe – Olivér - John Fearnley – Brigadoon - Cy Feuer, Bob Fosse – Little Me |
| Legjobb koreográfia | Legjobb karmester és zenei igazgató |
| - Bob Fosse – Little Me - Carol Haney – Bravo Giovanni | - Donald Pippin – Olivér - Jay Blackton – Mr. President - Anton Coppola – Bravo Giovanni - Julius Rudel – Brigadoon |
| Legjobb színpadi technikus | Legjobb díszlettervezés |
| - Solly Pernick – Mr. President - Milton Smith – Beyond the Fringe | - Sean Kenny – Olivér - Will Steven Armstrong – Csin-Csin - Anthony Powell – Rágalom iskolája - Franco Zeffirelli – A kaméliás hölgy |
| Legjobb jelmeztervezés | |
| - Anthony Powell – Rágalom iskolája - Marcel Escoffier – A kaméliás hölgy - Robert Fletcher – Little Me - Motley – Kurázsi mama és gyermekei | |

### Különdíjak
- Bette Davis

## Műsorvezetők
A gálán az alábbi műsorvezetők működtek közre:
- Elizabeth Ashley
- Jean-Pierre Aumont
- Orson Bean
- Vivian Blaine
- Diahann Carroll
- Dane Clark
- Betty Field
- Martin Gabel
- Anita Gillette
- June Havoc
- Helen Hayes
- Van Heflin
- Pat Hingle
- Celeste Holm
- Nancy Kelly
- Sam Levene
- Walter Matthau
- Helen Menken
- Phyllis Newman
- Maureen O'Sullivan
- Charles Nelson Reilly
- William Prince
- Rosalind Russell
- David Wayne

## Fordítás
- Ez a szócikk részben vagy egészben  a(z)   17th Tony Awards című angol Wikipédia-szócikk fordításán alapul.  Az eredeti cikk szerkesztőit annak laptörténete sorolja fel. Ez a jelzés csupán a megfogalmazás eredetét és a szerzői jogokat jelzi, nem szolgál a cikkben szereplő információk forrásmegjelöléseként.